# Lahn (città)
Lahn era una città tedesca, esistita dal 1977 al 1979 nel Land dell'Assia. Nata dall'unione delle città di Gießen e Wetzlar, e di altri 14 comuni minori, la città fu sciolta dopo soli due anni per le proteste dei cittadini (particolarmente quelli di Wetzlar, divenuta in pratica un centro subordinato a Gießen).

## Storia

### La creazione della città
Atzbach, Blasbach, Dutenhofen, Garbenheim, Hermannstein, Heuchelheim, Krofdorf-Gleiberg, Launsbach, Lützellinden, Münchholzhausen, Nauborn, Naunheim, Steindorf, Waldgirmes e Wißmar.

### Lo scioglimento
La città di Lahn fu disciolta il 31 luglio 1979; al suo posto furono ricreate le città di Gießen e Wetzlar e il comune di Heuchelheim, e creati i 2 nuovi comuni di Lahnau e Wettenberg.

## Geografia antropica

### Suddivisioni amministrative
La città di Lahn era divisa in 6 distretti urbani (Stadtbezirk), a loro volta suddivisi in quartieri (Stadtteil), per un totale di 23:
- Stadtbezirk Gießen, con i quartieri:
  - Gießen
  - Klein-Linden
  - Rödgen
  - Wieseck
- Stadtbezirk Wetzlar, con i quartieri:
  - Wetzlar
  - Blasbach
  - Garbenheim
  - Hermannstein
  - Nauborn
  - Naunheim
  - Steindorf
- Stadtbezirk Wettenberg, con i quartieri:
  - Krofdorf-Gleiberg
  - Launsbach
  - Wißmar
- Stadtbezirk Lahntal, con i quartieri:
  - Atzbach
  - Dorlar
  - Waldgirmes
- Stadtbezirk Dutenhofen, con i quartieri:
  - Allendorf
  - Dutenhofen
  - Lützellinden
  - Münchholzhausen
- Stadtbezirk Heuchelheim, con i quartieri:
  - Heuchelheim
  - Kinzenbach